# Energiekrise in Kuba
Seit dem Jahr 2021 herrscht eine chronische Energiekrise in Kuba, die sich für die Bevölkerung vor allem durch tägliche längere Stromabschaltungen bemerkbar macht. Am 18. Oktober 2024 kulminierte diese in einen landesweiten Stromausfall. Ende Juni 2025 betrug das Produktionsdefizit von Strom fast zwei Gigawatt bei einem Bedarf von 3,6 Gigawatt.

## Hintergründe

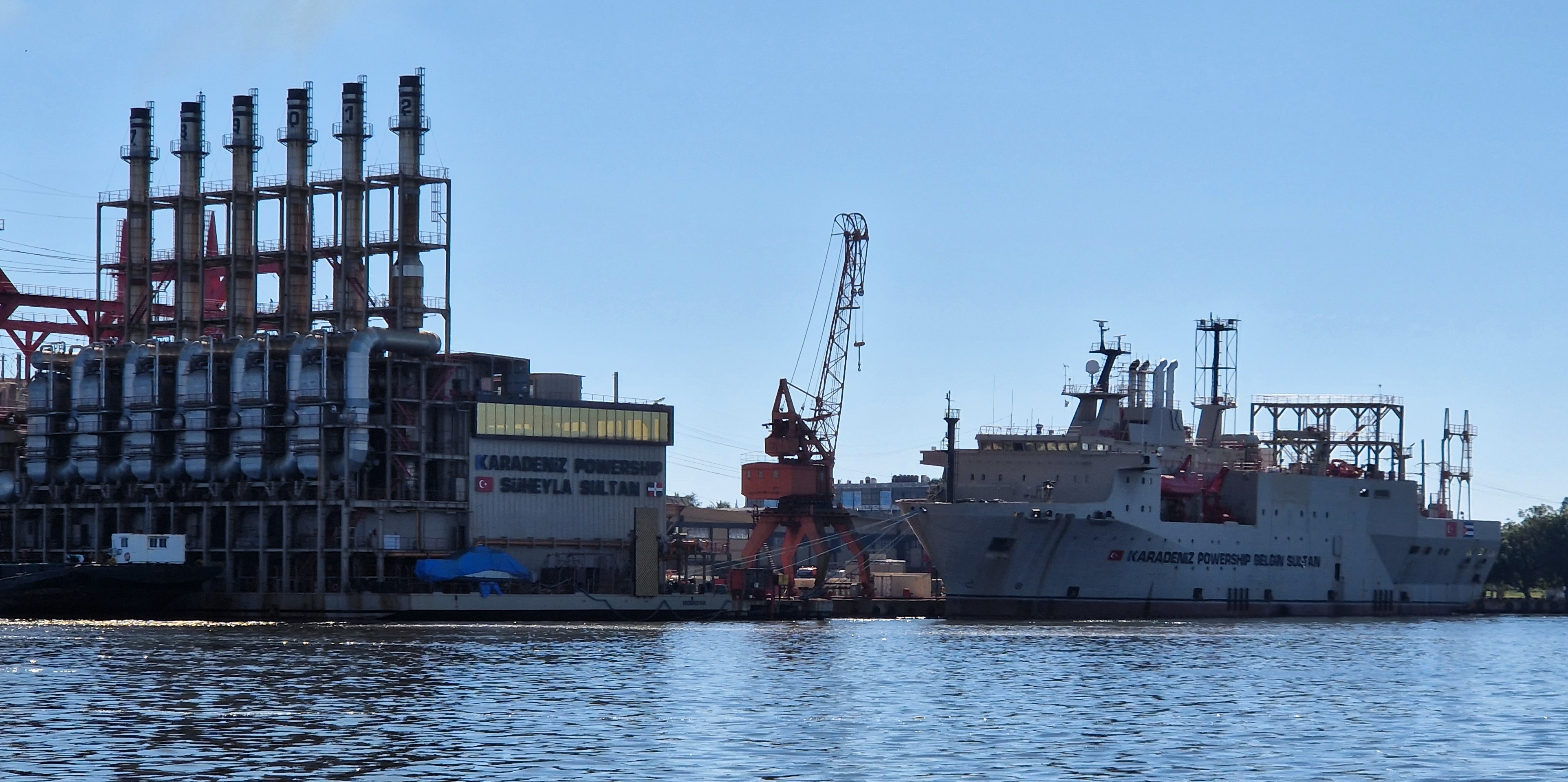
Symbol der Energiekrise: Eines von zwei in der Bucht von Havanna stationierten türkischen Karpowership-Kraftwerksschiffen (Januar 2025)

Kuba befindet sich seit den 2020er Jahren in einer schweren Wirtschaftskrise, die mit der Covid-19-Pandemie begann. Hinzu kam eine verunglückte Währungsreform zum Jahreswechsel 2020/21, wo der Peso convertible durch die digitale Währung MLC ersetzt wurde. Dem Staat fehlt das Geld, um Roh- oder Heizöl zum Betreiben seiner Kraftwerke oder auch notwendige Ersatzteile bedarfsgerecht einzukaufen, um die Wartung der Kraftwerksanlagen ordnungsgemäß durchführen zu können. Zudem fehlen aufgrund Pensionierung und Emigration die nötigen Fachkräfte. Auch Rohöl sowie Benzin und Diesel zum Betreiben der Kraftwerke und Generatoren kann wegen chronischer finanzieller Engpässe nur unzureichend importiert werden. Lediglich fünf Prozent des Energiebedarfs wird aus erneuerbaren Energien gedeckt. Dies führt zu einer vermehrten Anzahl von Havarien wegen technischer Mängel oder Abschaltungen wegen Treibstoffmangels. Die Folge sind ein chronisches Defizit bei der Stromproduktion und oftmals stundenlange Stromabschaltungen in den kubanischen Haushalten. Stand Ende Oktober 2024 schwankte das tägliche Stromproduktionsdefizit um die 1000 Megawatt (MW). Einem Bedarf von rund 3000 MW stand ein Angebot von 2000 MW gegenüber, was einem Defizit von etwa 35 % entspricht und entsprechende geplante Stromabschaltungen zur Folge hat.
Lange Zeit versuchte man, die Hauptstadt Havanna von geplanten Stromabschaltungen zu verschonen, doch dies gelang angesichts des stets wachsenden Stromdefizits ab Mitte 2024 immer weniger. Im November 2024 standen beispielsweise einem landesweiten Spitzenbedarf von 3100 Megawatt bei einer vorhandenen Leistung vom 1660 MW. Es wurde also nur gut die Hälfte des Stroms produziert, der eigentlich benötigt wurde. Aufgrund dessen musste in Havanna der Strom täglich für mehr als fünf Stunden abgeschaltet werden. In Santiago de Cuba gab es dagegen nur gut vier Stunden am Tag überhaupt Strom.
Die Regierung versucht, die fehlende nationale Kraftwerkskapazität unter anderem auch durch ausländische Kraftwerksschiffe auszugleichen. Im August 2025 wurde jedoch das vorletzte und mit einer Leistung von 240 MW leistungsstärkste Schiff von ehemals bis zu acht in kubanischen Gewässern ankernden Kraftwerksschiffen der türkischen Firma Karpowership aus Kuba abgezogen. Offizielle Gründe dafür wurden nicht genannt, jedoch wird von Beteiligten berichtet, dass Kubas mangelnde Zahlungsmoral daran schuld sei.
Im November 2024 wurde ein Gesetzesdekret veröffentlicht, welches Maßnahmen für geplante Stromabschaltungen von bis zu 72 Stunden vorsieht. Diese sollen ungeregelte Stromabschaltungen möglichst vermeiden helfen.
Mitte Februar 2025 erreichte das tägliche Stromdefizit einen neuen Höhepunkt. Durch den ungeplanten Ausfall des Kraftwerks Felton  bei Holguin erreichte das Defizit der nationalen Stromproduktion 57 %. Um den Stromverbrauch zu senken, wurden Geschäfte und Schulen für zwei Tage geschlossen. Im Mai des Jahres sind tägliche Stromdefizite von mehr als 50 % zur Normalität geworden.
Zwar macht die kubanische Regierung, wie in solchen Situationen üblich, das US-Embargo dafür verantwortlich, jedoch halten Experten dieses Argument für nur vorgeschoben. Die Kraftwerke seien nahezu alle sowjetischer Bauart und hätten mit dem Embargo nichts zu tun. Gleichzeitig lehnt man angebotene Katastrophenhilfe aus den USA zur Überwindung der entstandenen Schäden meist offiziell ab, wie zum Beispiel nach dem großen Stromausfall um Oktober 2024.
Die staatliche Elektrizitätsgesellschaft Unión Eléctrica (UNE) gibt ein tägliches Bulletin über diverse Social-Media-Kanäle heraus, wo über die zu erwartende Menge des erzeugten Stroms, den voraussichtlichen Bedarf und den daraus folgenden Defizit informiert wird, sowie die Gründe aufzählt werden, warum der benötigte Strom nicht erzeugt werden kann. So heißt es beispielsweise in der Mitteilung für Freitag, den 22. November 2024:
- Der Produktion von 1650 MW steht ein maximaler Bedarf von 3000 MW in den Abendstunden entgegen, was einem Defizit von 1350 MW entspricht.
- Im Havarie-Stadium befinden sich die Einheit 5 des CTE Mariel, das CTE Matanzas sowie die Einheit 2 des CTE Felton
- Aufgrund von Wartungsarbeiten stehen die Einheit 2 des CTE Santa Cruz, die Einheiten 3 und 4 des CTE Cienfuegos sowie die Einheit 5 des CTE Renté nicht zur Verfügung
- Wegen Treibstoffmangels stehen 43 Kleinkraftwerke mit einer Gesamtleistung von 213 MW nicht zur Verfügung, des Weiteren die Einheit 5 des CTE Nuevitas, das Schiffskraftwerk in Santiago mit 67 MW, vier Motoren des Schiffskraftwerks Melones mit 65 MW
- Das maximale Defizit des Vortages ereignete sich um 18:20 Uhr mit 1471 MW. In den frühen Morgenstunden zwischen 2:24 Uhr und 4:38 Uhr gab es kein Defizit zwischen Stromerzeugung und -nachfrage

Seit Juni 2025 wird über einen WhatsApp-Kanal der Unión Eléctrica grob über die aktuellen Defizite und die daraus resultierenden zu erwartenden Stromabschaltungen informiert.

## Wichtige singuläre Ereignisse

### Großbrand im Öl-Großtanklager in Matanzas (2022)
Am 5. August 2022 sorgte ein Blitzeinschlag für eine Brandkatastrophe in einem Öl- und Treibstofflager in Matanzas. Das Feuer griff schnell auf weitere Großtanks über und kostete zahlreichen Brandbekämpfern das Leben Das Großtanklager ist eines der wichtigsten Versorgungszentren für Rohöl und Treibstoffe in Kuba. Sein Ausfall ist ein schwerer Schlag für die Sicherheit der Energieversorgung in Kuba.

### Landesweiter Stromausfall durch Hurrikan Ian (2022)
Am 27. September 2022 zog der Hurrikan Ian über die westliche Provinz Pinar del Río hinweg und richtete schwere Schäden an der Infrastruktur an, darunter am Stromnetz. Zunächst kam es nur in den westlichen Provinzen zu einem Stromausfall, begünstigt durch einen Ausfall des wichtigen Kraftwerks Antonio Guiteras kam es jedoch gegen 18 Uhr Ortszeit dieses Tages zu einem kompletten Zusammenbruch des labilen kubanischen Stromnetzes. In weiten Teilen des Landes dauerte der Stromausfall über 24 Stunden.

### Havarie bei Hochspannungsleitungen (2023)
Am 21. Februar 2023 kam es zu einer Havarie im Netz der 220-Kilovolt-Hochspannungsleitungen. Die Linien Matanzas – Santa Clara sowie Matanzas – Cienfuegos waren ausgefallen. Diese bewirkte einen Stromausfall in neun der fünfzehn Provinzen Kubas. Es war der dritte innerhalb von nur neun Tagen. Nur wenige Tage zuvor provozierte ein „menschlicher Fehler“ im Hochspannungsleitungsnetz einen über sechs Stunden andauernden massiven Stromausfall.

### Landesweiter Stromausfall im Oktober 2024
Am 18. Oktober 2024 kam es gegen 11 Uhr Vormittags Ortszeit zu einem landesweiten Stromausfall. Ursache war der Ausfall des Kraftwerks Antonio Guiteras. Erschwerend kam noch der Durchzug des Hurrikans Oscar, der bei Baracoa auf kubanisches Land traf. In dieser Region tauchten auch die größten Schäden auf, die auch die Wiederherstellung der Stromversorgung in dieser Region verzögerten.
Beim Versuch der Wiederherstellung der nationalen Stromversorgung gab es einige Rückschläge, wodurch die Stromversorgung abermals komplett zusammenbrach. Nach mehr als zwei Tagen gelang es der für das Stromnetz verantwortlichen Unión Eléctrica, alle Teile des Landes wieder an das nationale Stromnetz anzuschließen. Mit etwas Verzögerung wurden auch die Privathaushalte in den jeweiligen Provinzen wieder mit Strom versorgt. Am generellen Produktionsdefizit nebst mehr oder weniger regelmäßigen Stromabschaltungen für die Bevölkerung ändert dies jedoch nichts.

### Landesweiter Stromausfall durch Hurrikan Rafael (2024)
Am 6. November 2024 kam es beim Durchzug von Hurrikan Rafael, wie vom staatlichen Stromversorger UNE vermeldet, um 14:48 Uhr Ortszeit erneut zu einem landesweiten Stromausfall. Der Hurrikan selbst richtete noch dazu vor allem in der Provinz Artemisa schwere Schäden sowohl am überregionalen Hochspannungsleitungsnetz als auch am regionalen Stromnetz an. Die Wiederherstellung gestaltete sich auch in den nicht vom Hurrikan betroffenen Gebieten schwierig. Erst in der Nacht zum 8. November gelang es, weite Teile des Landes wieder mit Strom zu versorgen. Teile von Havanna waren aber auch zwei Tage später noch ohne Strom. Nach Protesten wegen des Stromausfalls kam es zu mehreren Festnahmen.

### Landesweiter Stromausfall im Dezember 2024
Eine neuerliche Havarie im CTE Antonio Guiteras führte am 4. Dezember 2024 nachts um 2:08 Uhr erneut zu einem landesweiten Stromausfall. Im Laufe des Tages konnten einige Teile des Landes, beginnend mit sogenannten Mikrosystemen, wie kleinere Stromkreise kritischer Infrastruktur, wie Krankenhäuser genannt werden, wieder mit Strom versorgt werden. Kurz vor Mitternacht des Tages war das Stromnetz komplett wiederhergestellt.

### Landesweiter Stromausfall im März 2025
Am Freitagabend gegen 20:15 Uhr (Ortszeit) des 14. März kam es erneut zu einem landesweiten Ausfall der Stromversorgung. Mutmaßliche Ursache war eine Havarie in einem Umspannwerk in den Außenbezirken der Hauptstadt Havanna. Es war der vierte Totalausfall innerhalb von sechs Monaten. Auch zwei Tage später lag Kuba noch weitgehend im Dunkeln Lediglich kleine Teile von Havanna sowie lebenswichtige Bereiche wie Krankenhäuser wurden wieder mit Strom versorgt Insgesamt betrug die zu diesem Zeitpunkt produzierte Menge von 970 Megawatt weniger als ein Drittel des Bedarfs, der mit 3171 Megawatt beziffert wurde. Gegen 22 Uhr Ortszeit am Sonntag, also nach fast 50 Stunden, meldete der kubanische Energieversorger UNE die vollständige Wiederherstellung der Stromversorgung in der Hauptstadt. Nachdem der -großteil des Landes wieder ans nationale Stromnetz angeschlossen war, teilte die Unión Eléctrica mit, dass man nun zur Normalität zurückgekehrt sei. Das bedeute konkret, dass man in den Tageszeiten des höchsten Strombedarfs, das sind die Abendstunden, aufgrund des chronischen Produktionsdefizits von zu diesem Zeitpunkt 1335 Megawatt 41 % der Verbraucher gleichzeitig vom Stromnetz trennen müsse.

## Geplante Wege aus der Krise
Um der chronischen Krise zu entkommen und gleichzeitig die Abhängigkeit vom Import fossiler Brennstoffe zu reduzieren, plant man den Anteil erneuerbarer Energien deutlich auszubauen.
Laut Berechnungen des zuständigen Ministers für Energie und Bergbau aus dem Jahre 2022 benötige Kuba für eine Stromerzeugung aus 100 % erneuerbaren Energien 10.000 MW Solarenergie, 1800 MW aus Windenergie und 612 MW aus Biomasse, welche aus Abfällen der Forstwirtschaft und Zuckerindustrie stammen könne.
Im März 2024 wurde der Bau von insgesamt 92 Solarparks bis zum Jahr 2028 angekündigt. Jeder einzelne soll dabei eine Kapazität von 21 MW haben, was einer Gesamtleistung von zwei Gigawatt entsprechen würde. Die Hälfte der Anlagen soll dabei schon bis Mitte 2025 entstehen. Das Erste von 55 für 2025 geplanten ging im Februar des Jahres ans Netz. Das Energiedefizit betrug zu dieser Zeit bis zu 57 % oder 1870 Megawatt. Auch zwei Windparks mit einer Gesamtleistung von insgesamt 150 MW sind geplant oder stehen kurz vor Inbetriebnahme. Ob Kuba diese Investitionen, die offiziellen Angaben zufolge aus eigenen Mitteln erfolgen soll, tatsächlich stemmen kann, bleibt allerdings unklar.
Im November 2024 trat ein Gesetzes-Dekret in Kraft, wonach Großverbraucher mit einem durchschnittlichen Monatsverbrauch 30 Megawattstunden oder 50.000 Litern Brennstoff in Zukunft in den Spitzenlastzeiten zwischen 11 und 13 Uhr 50 % ihres Energiebedarfs durch selbst erzeugte erneuerbare Energien decken sollen. Bestands-Unternehmen haben zur Umsetzung dieser Maßnahme drei Jahre Zeit, für Neu-Unternehmen gilt diese Maßnahme ab sofort. Sollte dies aus baulichen Gründen nicht möglich sein, sollen die betroffenen Unternehmen einen Vertrag mit dem staatlichen Stromversorger UNE abschließen, sodass dieser den entsprechenden Ausbau andernorts durchführt. Diese Maßnahme gilt sowohl für staatliche wie private Unternehmen, wobei die möglichen Strafen für Verstöße für Privatunternehmen deutlich höher ausfallen können als für staatliche.